# QGIS
QGIS（キュージーアイエス、旧称:Quantum GIS）は、地理空間情報データの閲覧、編集、分析機能を有するクロスプラットフォームのオープンソースソフトウェア・GISソフトである。
無料でありながら、有料・高額なGISソフト（代表的なものはArcGIS）に近い機能・操作性を備えており、機能の追加も無料のプラグインで行うことができる。

## バージョン

### 2.0での主な変更点
- 2.0はメジャーバージョンアップで、直近の旧バージョン1.8とは相違点が多くなっている。
- 古い部分（エンジン）部分を排除して、将来性のある新エンジンに変更した。
- PythonプラグインのAPIを大きく変更[2]した。
- 作業環境保存場所などを変更した。[3]

バージョン2.0から作業環境の保存場所や設定ファイルの名称が変更された。（2.0から、作業環境に保存されるPythonプラグインのAPIが大きく変更されるなど、互換性が失われたことから、2.0と1.8を同時に実行出来るようにするため。）
- Unix系OSの例

| バージョン | 作業環境  | 設定ファイル                    |
| ---------- | --------- | ------------------------------- |
| 1.8 以下   | ~/.qgis/  | ~/.config/QuantumGIS/QGIS.conf  |
| 2.0 以上   | ~/.qgis2/ | ~/.config/QuantumGIS/QGIS2.conf |

### 3.0での主な変更点
QGIS 2.xでは、Qt4/PyQt4およびPython 2.7を利用していたが、2016年当時、これらは近々サポートが終了することが決定していたためQGIS 3.0へのメジャーバージョンアップが計画された。
- APIが刷新され、QGIS 2.xと互換性が失われた[5]。
- APIの変更とともに、Python 2とPython 3間で一部文法等に互換性がないため、多くのプラグインに修正が必要となった。

### バージョン・Release history
- 1.0以降の状態

| バージョン  | コードネーム（開発） | 公開           | 主な変更点、備考 |
| ----------- | -------------------- | -------------- | --- |
| 1.0.0       | "Kore"               | 2009年1月5日   | Release Checklist Announcing the release of QGIS 1.0 'Kore' |
| 1.1.0       | "Pan"                | 2009年5月12日  | Release Checklist Announcing the releases of QGIS 1.0.2 (stable) and QGIS 1.1.0 'Pan' (unstable) |
| 1.2.0       | "Daphnis"            | 2009年9月1日   | Release Checklist Announcing the release of QGIS 1.2.0 'Daphnis' |
| 1.3.0       | "Mimas"              | 2009年9月20日  | Release Checklist Announcing the release of QGIS 1.3.0 'Mimas' |
| 1.4.0       | "Enceladus"          | 2010年1月10日  | Release Checklist Announcing the release of QGIS 1.4.0 'Enceladus' |
| 1.5.0       | "Tethys"             | 2010年7月29日  | Release Checklist Announcing the release of QGIS 1.5 |
| 1.6.0       | "Copiapó"            | 2010年11月27日 | Release Checklist Announcing the release of QGIS 1.6 'Copiapó' コピアポ（スペイン語: Copiapó）：チリ北部にある都市で、アタカマ州の州都 |
| 1.7.0       | "Wrocław"            | 2011年6月19日  | Release Checklist 日本語も表示できる安定化版。 ヴロツワフ（ポーランド語:Wrocław）：ポーランド西部にある第4の都市で、ドルヌィ・シロンスク県の県都 |
| 1.8.0       | "Lisboa"             | 2012年6月21日  | Release Checklist 日本語の"文字化け"があった。有志により、修正情報が告知されている。 リスボン（ポルトガル語: Lisboa）：ポルトガルの首都 |
| 2.0.0-2.0.1 | "Dufour"             | 2013年9月8日   | New vector API, integration of SEXTANTE geoprocessor, symbology and labelling overhaul Changelog for QGIS 2.0 日本語表記も問題ないが、プラグインが間に合っていない。 デュフール峰(Dufour)：スイスとイタリアとの国境にあるモンテローザ山塊の最高峰（4,634m） |
| 2.2         | "Valmiera"           | 2014年2月22日  | DXFエクスポートツール、選択した部分を新しいベクタレイヤとして貼り付け、式ビルダが過去の履歴を保持など Changelog for QGIS 2.2 ヴァルミエラ（ラトビア語: Valmiera）：北欧・旧ソ連のラトビアにある都市名 |
| 2.4         | "Chugiak"            | 2014年6月27日  | Changelog for QGIS 2.4 チュギアック（Chugiak）：米国・アラスカ州アンカレッジ郊外の地名。当地に居住するプロジェクト創始者のGary Shermanの業績を称えてこのコードネームが命名された |
| 2.6         | "Brighton"           | 2014年11月1日  | Changelog for QGIS 2.6 ブライトン (Brighton)：イギリス・イングランド南東部、イースト・サセックス州西端に位置する。シーサイド・リゾートとして有名。 |
| 2.8         | "Wien"               | 2015年2月20日  | Changelog for QGIS 2.8 この版(2.8)は、長期保守版(LTR: Long Term Release)として計画された。長期保守版は、仕様が固定され、公開後1年間のバグ修正が保障される。 ウィーン (独:Wien)：オーストリアの首都。 |
| 2.10        | "Pisa"               | 2015年7月22日  | Changelog for QGIS 2.10 ピサ (伊:Pisa)：イタリア共和国トスカーナ州ピサ県の県都。ピサの斜塔で有名である。 |
| 2.12        | "Lyon"               | 2015年10月30日 | Changelog for QGIS 2.12 リヨン (仏:Lyon)：フランスの南東部に位置する都市で、ローヌ＝アルプ地域圏の首府、ローヌ県の県庁所在地である。国際刑事警察機構（インターポール、ICPO）の本部が置かれている。 |
| 2.14        | "Essen"              | 2016年3月1日   | Changelog for QGIS 2.14 この版(2.14)は、以前の版(2.8)に次ぐ長期保守版(LTR)として計画された。前回(2.8)同様、仕様は固定され、公開後1年間のバグ修正が保障される。 エッセン (独:Essen)：ドイツ西部の都市。人口は約57万人。かつては、鉄鋼業の財閥クルップ家の本拠地があり、周辺都市をあわせたルール工業地帯としてドイツの産業を牽引した。2010年の欧州文化首都に選ばれている。 |
| 2.16        | "Nødebo"             | 2016年7月23日  | Changelog for QGIS 2.16 ヌゼボー (デンマーク語:Nødebo)：デンマーク首都コペンハーゲンの北、約40kmに所在する村。地域最古のNødebo教会は、教会のフレスコ画と16世紀初期の祭壇画で知られる。 |
| 2.18        | "Las Palmas"         | 2016年11月8日  | Changelog for QGIS 2.18 ラス・パルマス(スペイン語:Las Palmas)：スペイン領のカナリア諸島、ラス・パルマス県(Provincia de Las Palmas)の県都、ラス・パルマス・デ・グラン・カナリアのラス パルマス大学において第14回QIS開発者会議(14th QGIS Developer Meeting in Las Palmas)が開催された。                                                                                    |
| 3.0         | "Girona"             | 2018年2月23日  | Changelog for QGIS 3.0 第15回QGIS開発者会議(2015/5/5～2015/5/8)()開催地 |
| 3.2         | "Bonn"               | 2018年6月22日  | Changelog for QGIS 3.2 第16回QGIS開発者会議(2016/8/21～2016/8/23)()開催地 |
| 3.4         | "Madeira"            | 2018年10月26日 | Changelog for QGIS 3.4 |
| 3.6         | "Noosa"              | 2019年2月22日  | Changelog for QGIS 3.6 |
| 3.8         | "Zanzibar"           | 2019年6月21日  | Changelog for QGIS 3.8 |
| 3.10        | "A Coruña"           | 2019年10月25日 | Changelog for QGIS 3.10 |
| 3.12        | "București"          | 2020年2月21日  | Changelog for QGIS 3.12 |
| 3.14        | "Pi"                 | 2020年6月19日  | Changelog for QGIS 3.14 |
| 3.16        | "Hannover"           | 2020年10月23日 | Changelog for QGIS 3.16 |
| 3.18        | ”Zürich”             | 2021年2月19日  | Changelog for QGIS 3.18 |
| 3.20        | "Odense"             | 2021年6月18日  | Changelog for QGIS 3.20 |
| 3.22        | "Białowieża"         | 2021年10月22日 | Changelog for QGIS 3.22 |
| 3.24        | "Tisler"             | 2022年2月18日  | Changelog for QGIS 3.24 |
| 3.26        | "Buenos Aires"       | 2022年6月17日  | Changelog for QGIS 3.26 |

### リリースサイクルとサポート期間
バージョン2.0以降、偶数のバージョン番号（2.18、3.2等）はリリースバージョン、奇数のバージョン番号（2.99、3.1等）は開発バージョンを表している。新規バージョンの公開は4ヶ月ごとに予定されており、おおむね2月、6月、10月に実施されている。また毎月ポイントリリースが行われている。
通常のサポート期間は次のバージョンが公開されるまでの約4ヶ月間である。ただし毎月10月頃に公開されるバージョンは、最初の4ヶ月は最新版として扱われるが、翌年2月頃に次のバージョンが公開されると同時に長期リリース版（LTR; Long Term Release）として扱われ、次のLTRが採用されるまでの1年間（合計1年4ヶ月間）サポートの対象になる。
| LTR    | 3.4 LTR | 3.4 LTR | 3.4 LTR | 3.4 LTR | 3.10 LTR | 3.10 LTR | 3.10 LTR | 3.10 LTR | 3.10 LTR | 3.10 LTR | 3.10 LTR | 3.10 LTR | 3.10 LTR | 3.10 LTR | 3.10 LTR | 3.10 LTR | 3.16 LTR | 3.16 LTR | 3.16 LTR | 3.16 LTR | 3.16 LTR | 3.16 LTR | 3.16 LTR | 3.16 LTR | 3.16 LTR | 3.16 LTR | 3.16 LTR | 3.16 LTR |
| 最新版 | 3.10    | 3.10    | 3.10    | 3.10    | 3.12     | 3.12     | 3.12     | 3.12     | 3.14     | 3.14     | 3.14     | 3.14     | 3.16     | 3.16     | 3.16     | 3.16     | 3.20     | 3.20     | 3.20     | 3.20     | 3.22     | 3.22     | 3.22     | 3.22     |          |          |          |          |

またバージョン3.20から、リリース番号が".0"のパッケージをリリース候補版として広くフィードバックを募る位置付けに変更された。バージョン番号に対し、たとえば3.20.0 RCと表記されるほか、起動時に表示されるスプラッシュ画像に"release candidate"と付記される。

## インストール方法

### Windows
公式サイトからWindows用のインストーラをダウンロードすることができるが、2種類のインストーラが用意されている。

#### ネットワークインストーラ
ネットワークインストーラとは、QGISをはじめとした地理空間情報に関するFOSSツール（FOSS4G）を、Windows環境へ容易に導入することを目的としたプロジェクトであるOSGeo4Wのパッケージ管理ツールである。
ネットワークインストーラからQGIS本体やQGISが必要とするPython、GDALなどのライブラリを選択しインストールを行うことができるほか、インストール済みのパッケージをアップデートすることできる。ただし、必要なパッケージがインストールされていない場合やインストールされている各パッケージ間のバージョンの不整合により不具合が生じる可能性がある。
個別にインストールするパッケージを指定する方法のほか、"Express Install"としてQGIS最新版あるいはLTR版で必要な一連のパッケージをまとめてインストールすることもできる。

#### スタンドアロンインストーラ
一般的なソフトウェアと同様、インストーラをダウンロードし実行することで必要なファイルのインストールを行うことができるため、新規ユーザに推奨とされている。またGRASS GISやSAGA GISのGUIプログラムも同梱され、同時にインストールされる。
バージョンによりインストールされるフォルダが異なるため、複数の異なるバージョンを使い分けることもできる。ただしPROJ ８などが含まれるためインストーラのファイル容量が肥大化しているが、都度ダウンロードを行う必要がある。
含まれているパッケージはOSGeo4Wプロジェクトによるものである。また同時にインストールされるOSGeo4Wのパッケージ管理ツール（Setup.exe）を用いて、任意のパッケージのアップデートや他のパッケージのインストールも可能である。

### macOS
公式サイトからmacOS用のインストーラをダウンロードすることができる。
かつては準公式インストーラとしてkyngchaos.comによるビルドが案内されていたが、QGIS 3.0.1 / QGIS 2.18.18 LTRから公式によるビルドが提供されるようになった。

### Linux / BSD
ソースからインストールすることも可能であるが、APTやDNF、Flatpakなどのパッケージ管理システムを利用してインストールすることができる。

## 製作言語
C++で書かれており、C++やPythonの拡張に対応している。Qtの拡張が使える他 、Qtを用いているGEOSやSQLite、GDAL、GRASS GIS、PostGIS、PostgreSQLの連携にも対応している。
macOS、Linux、UNIX、Microsoft WindowsのOSにて動作し、macOSでの動作はX Window Systemを使用せず、ユーザインタフェースがより華麗で速く動く。GRASS GISのグラフィカルユーザインタフェース（GUI）も使用できる。他の商用GISソフトウェアに比べファイルサイズが少ないことから、RAMや使用電力を抑えられる。
ボランティアによる開発グループにより定期的なアップデートやバグフィックスが行われており、2012年には48言語に翻訳され、世界各国の教育機関や職場にて利用されている。

## ライセンス
GNU GPLで頒布されており、利用者が使用目的に合わせて自由に修正することができる。例えば、利用目的にあわせレイヤの作成、地物の追加・編集、属性情報の閲覧・編集に特化したインタフェースとすることも可能である。またQGISのソースを利用し、モバイル・タブレットで扱えるフィールドワーク用アプリも存在する。

## データフォーマット

### 地理空間情報データ
ラスタ形式およびベクタ形式の入出力や変換が可能なGDAL/OGRや、メッシュ形式を扱うためのMDAL、点群データ形式を扱うためのPDALといったライブラリを内部で利用しているため、非常に多種多様なデータ形式を取り扱うことができる。
| データ種別 | データ形態     | 名称             | 拡張子           | 特徴 |
| ---------- | -------------- | ---------------- | ---------------- | --- |
| ベクタ     | ファイル       | GeoPackage       | .gpkg            | SQLite形式をコンテナとした単ファイルデータベースで、OGCにより定義されたオープンなファイルフォーマットである。QGIS 3.0からプロセシングツール等の出力でデフォルトのベクタ形式となっている。 |
| ベクタ     | ファイル       | シェープファイル | .shp, .dbf, .shx | 1990年代にESRIによって策定された形式で、デファクトスタンダードとして利用されてきた。ただし複数のファイル（最低3種）からなり、属性名が最大10バイト（Shift JISでは日本語5文字、UTF-8では日本語3文字まで）しか使用できない、最大2GBの容量制限があるなど制約に注意する必要がある。 |
| ベクタ     | ファイル       | GeoJSON          | .json / .geojson | JSONに位置情報を付加したファイル形式。JSON形式としてJavaScriptなどのプログラミング言語から読み取りが容易であり、WebGISライブラリなどでよく使用される。 |
| ベクタ     | ファイル       | GML              | .gml / .xml      | XMLに準拠したファイル形式であり、ISOで標準化されておりJISでも規格化されている。国土地理院による基盤地図情報はGML形式で頒布されている。 |
| ベクタ     | ファイル       | KML / KMZ        | .kml / .kmz      | XMLに準拠したファイル形式であり、Google EarthやGoogle Mapsで利用できる。ファイルとして線の色や太さなどのスタイルを保持することができるが、スタイルを反映するためには標準機能の読み込みではなくプラグインを使用する必要がある。 |
| ベクタ     | ファイル       | CSV              | .csv / .txt      | X座標およびY座標（点データの場合）またはWKTで位置情報を含んだCSV形式。ただしWKTでカンマを利用するため、区切り文字はセミコロンやタブが用いられることがある。 |
| ベクタ     | データベース   | PostGIS          |                  | PostgreSQLで地理空間情報を扱うための拡張。QGISからデータベースに接続し、レイヤとしてテーブルを読み込むことができる。 |
| ラスタ     | ファイル       | GeoTIFF          | .tif / .tiff     | TIFF画像に位置情報を格納した形式で、QGISのデフォルトのラスタ形式。一般的な画像形式は画素値として0〜255の整数値しかとることができないものも多いが、GeoTIFFでは画素値に実数や負数をとることができるため標高、傾斜量、地価など幅広い分野で使用することができる。また複数のバンドを保持することができるため、人工衛星から撮影された複数の異なる波長ごとの写真データなどでも利用される。 |
| ラスタ     | ファイル       | JPEG             | .jpg / .jpeg     | オルソ写真やスキャンした紙地図など、背景画像として利用される。ワールドファイルを作成することにより位置情報を付加することができる。 |
| ラスタ     | ウェブサービス | WMS              |                  | WMSサーバに、マップの大きさやレンダリングのスタイルなどリクエストを送信することで、地図画像が返されるプロトコル。 |
| メッシュ   | ファイル       | NetCDF           | .nc              | 大気研究大学連合内のUnidataにより開発され、メンテナンスされている形式であり、科学的データを扱う際に広く利用されている。コンピュータの機種に依存せず、また保持しているデータに関する説明を格納できる自己記述性などの特徴がある。 |
| メッシュ   | ファイル       | GRIB             | .grib / .bin     | WMOによって規定された国際気象通報式の一種であり、気象庁から配信される数値予報等の資料でも利用されている。 |
| 点群       | ファイル       | LAS / LAZ        | .las / .laz      | アメリカ写真測量・リモートセンシング学会によって策定された点群形式であり、広く利用されている。またLASファイルに対しZIP圧縮を行ったLAZ形式がある。 |

### プロジェクトファイル
QGISでは、読み込んだレイヤのデータソースの場所（ファイルパス、URL）、地図としての表示・印刷の設定（地図の表示範囲、色付け・シンボルの形・大きさなどのレイヤの表示方法、レイヤの重ね合わせ順序、凡例、方位記号など）をまとめてプロジェクトと呼び、プロジェクトをファイルとして保存したものをプロジェクトファイル（拡張子 ".qgs"、".qgz"）と呼ぶ。
QGS形式のプロジェクトファイルはXMLに準拠した形式であるため、テキストエディタで開き、中身を編集することも可能である。またQGS形式およびSVG形式のシンボル画像などの補助ファイルをZIP圧縮したQGZ形式がQGIS 3.0でサポートされ、QGIS 3.2から新規保存時のデフォルトとなった。

## 座標参照系
地図投影法および測地系の変換を行うライブラリであるPROJを利用しており、多くの地理座標系に対応し、また相互変換が可能である。
このことにより、複数のレイヤの座標系が異なる場合でも重ね合わせを行うことができ、また主題図を任意の投影法で作成することができる。

### 測地系
日本において主に用いられる測地系として下記が存在する。
- 局所測地系
  - 旧日本測地系（Tokyo Datum）：ベッセル楕円体を採用しており、2002年の測量法改定以前で使われていた測地系。単に「日本測地系」と呼ばれることが多い。
- 全地球的測地系（世界測地系）
  - 世界測地系1984（WGS84）：GPSで採用されている。
  - 日本測地系2000（JGD2000）：1997年時点の測地成果に基づき、2002年の測量法改定より使用された。
  - 日本測地系2011（JGD2011）：東北地方太平洋沖地震をうけ、東日本においては2011年5月24日時点の測量成果、北海道および西日本においては従来の1997年時点の測量成果を用いた測地系。

地震や地殻変動などにより時間の経過に伴い各地点で不均一に変化しているため、測地系変換を正確に行うためには各地点の変化量をまとめたパラメータファイルが必要となる。日本測地系に関するパラメータファイルはQGISやPROJには用意されていないため、たとえば旧日本測地系から日本測地系2000への変換は原点および基準楕円体の差による平均的な変換に留まる。

## 機能
PostGISやGRASS GIS、MapServerを含む外部のオープンソースGIS拡張機能を統合することができる。

### プラグイン
- Python言語で書かれたプラグインにより拡張機能が使用できる。
- その中にはGoogle Geocoding APIを用いたジオコードやArcGISに標準採用された機能に似たジオプロセスツール、PostgreSQLやMySQLのインターフェース、Mapnikによる地図表示機能などがある。

### QGISに類似するソフト、連携できるソフト
- MANDARA（無料GISソフト）

日本の人文地理学者谷謙二（埼玉大学教育学部准教授）が開発しているGISソフト。「地理情報分析支援システム」と説明。
- Google Earth（3D表示可能なGISソフト）

パソコンにソフトウェアをインストールしておく必要がある。
- Google Maps（衛星画像や地図など切り替えが可能な地図ソフト）

KMLを使いブラウザで見ることが出来る。QGISではプラグインを使って、1つのレイヤーとして取り扱える。このほか他社の地図データも同様に扱え、高価なArcGISよりも選択肢が広い。

### QGIS プログラミング
開発関係
- QGISプログラミング入門
  - FOSS4G 2013 Hokkaidoハンズオン資料
  - 大阪市立大学創造都市研究科OSGeoワークショップの資料(2016)

### QGIS ユーザー情報、バグ報告
QGISはオープンソースソフトウェアであるため、他の有償ソフトと同様のサポートは存在しないが、コミュニティによる質問の場などが存在する。
- バグ報告、機能要望など
  - 公式リポジトリのissues（英語）
- メーリングリスト
  - QGIS User DiscussionList（英語）
  - OSGeoJapan-discuss（日本語） - QGISを含めFOSS4Gツール全般に関する
- フォーラム
  - QGIS初心者質問グループ（日本語） - 有志による質問掲示板

また有償で導入、研修、技術サポート、プラグイン開発などを請け負う企業も存在する。